# Конко (Италия)
Конко (итал. Conco) — коммуна в Италии, располагается в провинции Виченца области Венеция.
Население составляет 10 667 человек (на 2004 г.), плотность населения составляет 82 чел./км². Занимает площадь 27 км². Почтовый индекс — 36062. Телефонный код — 0424.
Покровителями коммуны почитаются Пресвятая Богородица, празднование 5 августа, и святой апостол и евангелист Марк, празднование 25 апреля.